# Jim Parsons
James Joseph „Jim” Parsons (Houston, 1973. március 24. –) négyszeres Primetime Emmy- és Golden Globe-díjas amerikai színész.

## Életrajza
Houstonban született, ahol már az első osztályban elkezdett színészkedni. Színészi tanulmányait később a Houstoni egyetemen folytatta, amit végül a San Diegói egyetemen fejezett be. Legismertebb szerepében Sheldon Coopert alakítja az Agymenők című CBS-en sugározott sorozatban.
2009. július 16-án jelölték Emmy-díjra az ebben a sorozatban alakított szerepéért. Ugyanezen év augusztusában a Televízió Kritikusok díját nyerte el komédia műfajban.
2011-ben Golden Globe-ot nyert az Agymenőkben nyújtott alakításáért.

## Magánélete
Jelenleg[mikor?] Los Angelesben él. Szabadidejében zongorázik, sportközvetítéseket néz (főként a teniszt szereti), kosárlabdázik és baseballozik. 2012 óta nyíltan felvállalja homoszexualitását.

## Filmográfia

### Filmek
| Év   | Magyar cím                                      | Eredeti cím                                | Szerep                   | Magyar hang   |
| ---- | ----------------------------------------------- | ------------------------------------------ | ------------------------ | ------------- |
| 2003 | Happy End                                       | Happy End                                  | casting asszisztens      |               |
| 2004 | A régi környék                                  | Garden State                               | Tim                      |               |
| 2005 | Keresztutak                                     | Heights                                    | Oliver                   |               |
| 2005 | New York arcai                                  | The Great New Wonderful                    | Justin                   |               |
| 2005 |                                                 | The King's Inn (rövidfilm)                 | Sydney                   |               |
| 2006 | Szerepszemle                                    | 10 Items or Less                           | recepciós                | Szabó Máté    |
| 2006 | Balek-suli                                      | School for Scoundrels                      | osztálytárs              |               |
| 2007 |                                                 | On the Road with Judas                     | Jimmy Pea                |               |
| 2007 | Kertész az édenkertben                          | Gardener of Eden                           | Spim                     |               |
| 2011 | Vad évad                                        | The Big Year                               | Crane                    | Hamvas Dániel |
| 2011 | Muppets                                         | The Muppets                                | Walter emberként (cameo) |               |
| 2012 |                                                 | Sunset Stories                             | herceg                   |               |
| 2014 | Bárcsak itt lennék                              | Wish I Was Here                            | Paul                     | Takátsy Péter |
| 2015 | Végre otthon!                                   | Home                                       | Oh (hangja)              | Seder Gábor   |
| 2015 |                                                 | Visions                                    | Dr. Mathison             |               |
| 2016 | A számolás joga                                 | Hidden Figures                             | Paul Stefford            | Hamvas Dániel |
| 2018 | Egy olyan srác, mint Jake                       | A Kid Like Jake                            | Greg Wheeler             | Szabó Máté    |
| 2019 | Átkozottul veszett, sokkolóan gonosz és hitvány | Extremely Wicked, Shockingly Evil and Vile | Larry Simpson            | Szabó Máté    |
| 2020 | A fiúk a bandából                               | The Boys in the Band                       | Michael                  |               |
| 2022 | Spoiler veszély                                 | Spoiler Alert                              | Michael Ausiello         | Szabó Máté    |

### Televízió
| Év        | Magyar cím                                       | Eredeti cím                                     | Szerep                                      | Megjegyzések                                                |
| --------- | ------------------------------------------------ | ----------------------------------------------- | ------------------------------------------- | ----------------------------------------------------------- |
| 2002      | Ed                                               | Ed                                              | Chet                                        | 1 epizód                                                    |
| 2004–2005 | Amynek ítélve                                    | Judging Amy                                     | Rob Holbrook                                | 7 epizód                                                    |
| 2007–2019 | Agymenők                                         | The Big Bang Theory                             | Sheldon Cooper                              | - főszereplő (280 epizód) - magyar hangja: - Szabó Máté     |
| 2009–2012 | Family Guy                                       | Family Guy                                      | Sheldon Cooper / meleg gépeltérítő (hangja) | 2 epizód                                                    |
| 2010      |                                                  | Glenn Martin, DDS                               | Draven                                      | 1 epizód                                                    |
| 2011      |                                                  | The Super Hero Squad Show                       | Nightmare (hangja)                          | 1 epizód                                                    |
| 2011      | iCarly                                           | iCarly                                          | Caleb                                       | 1 epizód                                                    |
| 2011      | Pound Puppies: Kutyakölyköt minden kiskölyöknek! | Pound Puppies                                   | Milton Feltwaddle (hangja)                  | 2 epizód                                                    |
| 2011      | Eureka                                           | Eureka                                          | Carl (hangja)                               | 1 epizód                                                    |
| 2012      | Kick Buttowski: A külvárosi fenegyerek           | Kick Buttowski: Suburban Daredevil              | Larry Wilder (hangja)                       | 1 epizód                                                    |
| 2012      |                                                  | The High Fructose Adventures of Annoying Orange | Henry Applesauce (hangja)                   | egy epizód                                                  |
| 2013      | Mit gondolsz, ki vagy?                           | Who Do You Think You Are?                       | önmaga                                      | 1 epizód                                                    |
| 2014      | Saturday Night Live                              | Saturday Night Live                             | házigazda                                   | 1 epizód                                                    |
| 2014      | Igaz szívvel                                     | The Normal Heart                                | Tommy Boatwright                            | - tévéfilm - magyar hangja: - Molnár Levente                |
| 2014      |                                                  | Elf: Buddy's Musical Christmas                  | Buddy (hangja)                              | rövidfilm                                                   |
| 2016      |                                                  | SuperMansion                                    | Mr. Skibumpers (hangja)                     | 1 epizód                                                    |
| 2017      |                                                  | Michael Jackson's Halloween                     | Szalmaember (hangja)                        | tévéfilm                                                    |
| 2017–2024 | Az ifjú Sheldon                                  | Young Sheldon                                   | Sheldon Cooper felnőttként (hangja)         | - narrátor és vezető producer - magyar hangja: - Szabó Máté |
| 2020      | A Simpson család                                 | The Simpsons                                    | önmaga (hangja)                             | 1 epizód                                                    |
| 2020      |                                                  | Hollywood                                       | Henry Wilson                                | - minisorozat - főszereplő és vezető producer - (7 epizód)  |
| 2021      |                                                  | Staged                                          | önmaga                                      | 1 epizód                                                    |
| 2021–2023 | Agymenő kávézó                                   | Call Me Kat                                     | nem szerepel                                | vezető producer                                             |

## Díjak és jelölések

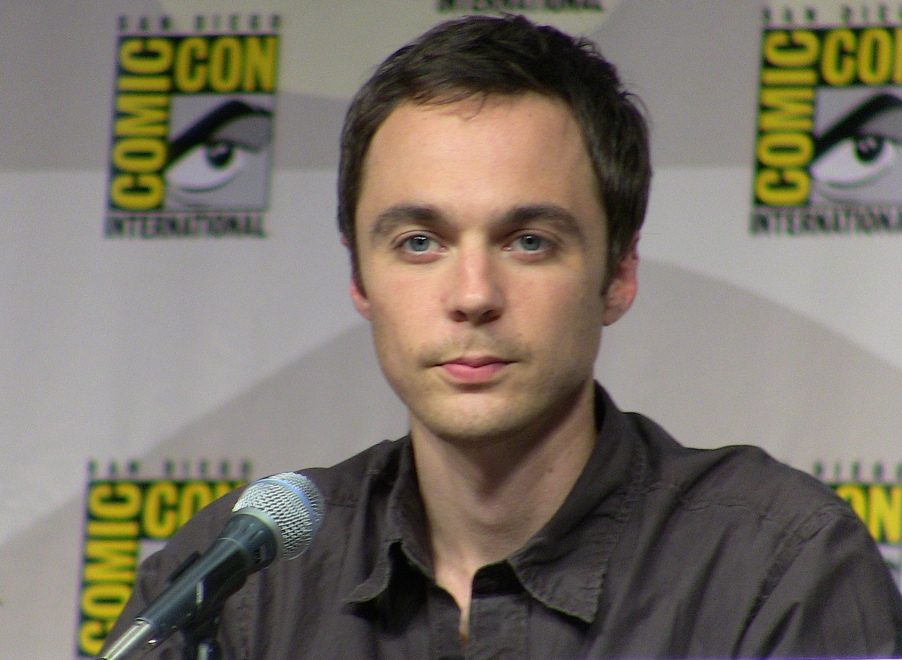
Comic Con-on, 2009

| Év   | Eredmény | Kategória                                          | Díjátadó                          |
| ---- | -------- | -------------------------------------------------- | --------------------------------- |
| 2008 | Jelölve  | Best Actor in a Comedy Series                      | Ewwy Awards                       |
| 2009 | Jelölve  | Outstanding Lead Actor in a Comedy Series          | Emmy Awards                       |
| 2009 | Elnyerte | Individual Achievement in Comedy                   | TCA Awards                        |
| 2009 | Jelölve  | Best Actor in a Comedy or Musical Series           | Satellite Awards                  |
| 2010 | Jelölve  | Favorite TV Comedy Actor                           | People's Choice Awards            |
| 2010 | Jelölve  | Individual Achievement in Comedy                   | TCA Awards                        |
| 2010 | Jelölve  | Choice TV Actor: Comedy                            | Teen Choice Award                 |
| 2010 | Elnyerte | Outstanding Lead Actor In a Comedy Series          | Emmy Awards                       |
| 2011 | Elnyerte | Best Actor – Television Series – Musical or Comedy | Golden Globe Awards               |
| 2011 | Elnyerte | Outstanding Lead Actor In a Comedy Series          | Emmy Awards                       |
| 2011 | Elnyerte | Best Actor in a Comedy Series                      | Critics' Choice Television Awards |
| 2012 | Jelölve  | Favorite TV Comedy Actor                           | People's Choice Awards            |